# Klaus Hemmerle (Regisseur)
Klaus Hemmerle (* 1960 in Offenburg) ist ein deutscher Theaterschauspieler und -regisseur.

## Leben
Hemmerle studierte an der Schauspielakademie Zürich, sein erstes Engagement als Schauspieler hatte er dort am Schauspielhaus.
Von 1984 bis 1991 war er am Theater Heidelberg verpflichtet. Er gab unter anderem  den Torquato Tasso, Hamlet, den Franz Moor und den Leonce. 1992 wurde er mit dem Darstellerpreis der Bad Hersfelder Festspiele ausgezeichnet. Am Staatstheater Stuttgart trat er 1995/1996 auf, so als Alceste in Der Menschenfeind oder als Oscar Wilde in Unzucht – Die drei Prozesse des Oscar Wilde. Daneben spielte er in Fernsehserien mit.
Seit 1991 ist Hemmerle als Regisseur tätig. Er inszeniert in Heidelberg, in Halle/Saale, am Theater Lübeck, Stuttgart, bei den Ludwigsburger Schlossfestspielen, am Stadttheater Gießen sowie an weiteren Bühnen.  Er lebt in Stuttgart, hat dort seit 1999 einen Lehrauftrag für Schauspiel an der Hochschule für Musik und Darstellende Kunst Stuttgart und ist auch als Sprecher für den SWR tätig.
Für das Theater Lübeck inszenierte er 2013 Tschechows Tragikomödie Onkel Wanja. Der Feuilletonist Günter Zschacke urteilte: „[...] Hemmerle macht in seiner Deutungshoheit daraus nun eine Komödie [...] und geht am Kern des Werks [...] vorbei.“

## Theater

### Regie
- 1996: Frank Wedekind: Frühlings Erwachen – (Thalia Theater Halle/Saale)
- 2019: Friedrich Schiller: Wilhelm Tell  – (Altes Schauspielhaus Stuttgart)[2]

## Hörfunk-Features / -Dokumentationen
- 2000: Von Digedags und Abrafaxen – Comic-Helden in der DDR – Autor: Thomas Gaevert – SWR2 Dschungel, 30 Min.
- 2001: Zwischen Kirche und Sozialstation – Junge Mennoniten in Deutschland – Autor: Thomas Gaevert – Bayern2Radio – Geschichte und Geschichten, 25 Min
- 2001: Teurer prachtvoller Old Shatterhand – Marie Hannes und Karl May – Autor: Thomas Gaevert – SWR2 Dschungel, 30 Min.
- 2014: Spitzelnde Freunde – Deutschland und der amerikanische Geheimdienst NSA – Autor: Thomas Gaevert – SWR2 Feature, 55 Min.